# Tityus melanostictus
Espèce
Tityus melanostictus est une espèce de scorpions de la famille des Buthidae.

## Distribution
Cette espèce se rencontre à Trinité-et-Tobago et au Venezuela.

## Description
Le mâle syntype mesure 43 mm et la femelle syntype 47 mm.

## Publication originale
- Pocock, 1893 : « Contribution to our knowledge of the Arthropod fauna of the West Indies. Part I. Scorpiones and Pedipalpi. Scorpiones. » Journal of the Linnaean Society, vol. 24, p. 374–404 (texte intégral).